# レナータ・ボルガッティ

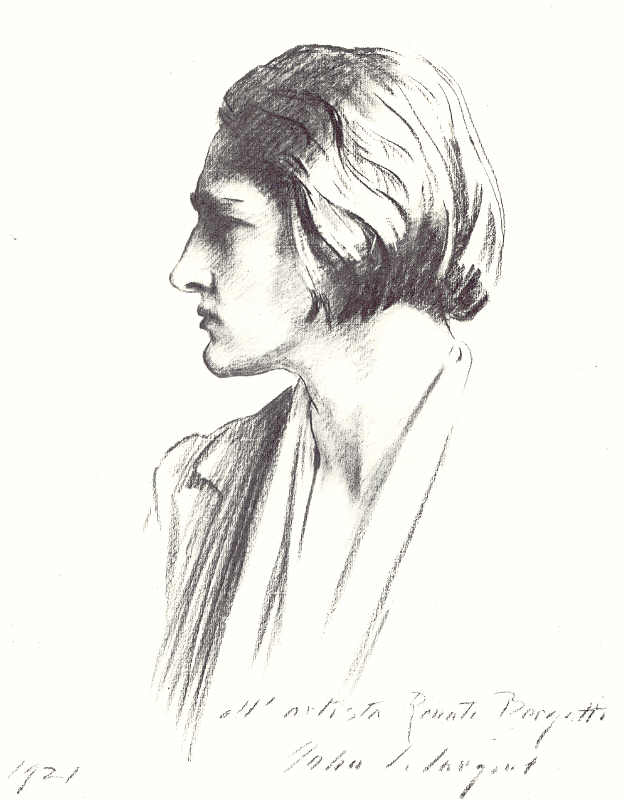
レナータ・ボルガッティ（ジョン・シンガー・サージェント作画、1921年）

レナータ・ボルガッティ（Renata Borgatti 1894年 - 1964年3月8日）はイタリア出身のピアニスト。
失明するまでスカラ座で活躍した偉大なワグネリアン・テノール、ジュゼッペ・ボルガッティ（1871年 - 1950年）を父に持ち、当初はバレリーナを目指したが、後にダンスを断念して演奏家に転向し、とりわけドビュッシー作品の専門家として名を成した。ヨーロッパだけではなく、アメリカ合衆国においても演奏を行ない、世界的なコンサート・ピアニストとして認められた。
ボルガッティはレズビアンであったが、ひとまず1900年初頭にカプリに定住した時には、まだその生活様式は目立たないものだった。1918年にヴェネツィアの男爵夫人で社交界の華だったミミ・フランケッティと1年にわたって関係を持つが、その後フランケッティはカプリを去って画家ロメイン・ブルックス（ロメーヌ・ブルックス）との関係に入った。
1920年にボルガッティもカプリを離れ、ヨーロッパ大陸での活動を追求する。この頃ブルックスは、作家のナタリー・バーニーを愛人にしていたにもかかわらず、ボルガッティにも食指を動かしてきた。ブルックスとの関係は3年にわたって断続的なものであり、ついにブルックスから接触を避けるに至って終わりを迎えた。1920年代半ばには、シンガー・ミシンの相続人でエドモン・ド・ポリニャック公妃ウィナレッタと関係を結んだ。
1920年代には、しばしばヴァイオリニストのオルガ・ラッジと共演した。ラッジは、このころ音楽評論家だったエズラ・パウンドと愛人関係にあった。パウンドはボルガッティの演奏を「ポロンポロンと鳴らしている」と扱き下ろしていて、ボルガッティは、当時の他の有能な演奏家と同じく、評価の矛盾するパウンドのことを嫌っていた。パウンドとは互いに嫌っていたにもかかわらず、ボルガッティはラッジとは数年の間、演奏活動を共にしたのである。ボルガッティがラッジと同性愛の関係を結んでいたので音楽の関係も長続きしたという可能性も無くはないが、一番の可能性は、二人の音楽的な趣味の一致に恵まれたということであろう。
その後は音楽教師となり、1964年にローマで亡くなった。白血病であった。

## 註
1. ↑  Secrest, Meryle (1974). Between Me and Life: A Biography of Romaine Brooks. Garden City, NY: Doubleday. pp. 292. ISBN 0-385-03469-5